# Amphixystis commatias
Amphixystis commatias är en fjärilsart som beskrevs av Edward Meyrick 1915. Amphixystis commatias ingår i släktet Amphixystis och familjen äkta malar.
Artens utbredningsområde är Sri Lanka. Inga underarter finns listade i Catalogue of Life.